# ذا فويس
هذه الصفحة عن البرنامج الدولي المذاع في بلدان عدة عبر محطات تلفزيونية محلية. حول البرنامج العربي عبر محطة إم بي سي، انظر إلى ذا فويس: أحلى صوت (برنامج)
ذا فويس هو برنامج مسابقات غنائي هولندي عالمي «The Voice» اخترعه جون دي مول وروئيل فان فيلزن عام 2010 وطورته شركة سوني العالمية وتالبا. وبعد نجاح البرنامج في هولندا، بدأت بلدان أخرى تنظم مسابقات مماثلة بإذن من المخترعين. وبدأ بث البرنامج في الولايات المتحدة في أبريل/نيسان 2011 وفي بريطانيا في مارس/آذار 2012.
البرنامج متخصص باكتشاف قدرات المتسابقين الغنائية الاستثنائية وصقلها لاحقاً. ليس شرطاً أساسياً للاشتراك في المسابقة أن يكون المتقدمين من الهواة حصرا، بل يمكن أن يكونوا من فئة شبه المحترفين، ممن يمتلكون طاقات صوتية ومؤهلات جيدة ويعملون في هذا المجال، ويطمحون إلى الحصول على فرصة أخرى في مسيرتهم المهنية، قد تقودهم إلى الاحتراف والنجومية والشهرة. والاختيار الأساسي يتم على الصوت فقط، إذ أن أعضاء لجنة الحكم لا يرون الهواة، بل يختارونهم بعد الاستماع إلى أصواتهم.
النسخة العربية من البرنامج بدأت 14 سبتمبر/أيلول 2012 تحت اسم "ذا فويس: أحلى صوت" عبر محطة إم بي سي